# Georgian International Airlines
 (janvier 2014).
Si vous disposez d'ouvrages ou d'articles de référence ou si vous connaissez des sites web de qualité traitant du thème abordé ici, merci de compléter l'article en donnant les références utiles à sa vérifiabilité et en les liant à la section « Notes et références ».
Georgian International Airlines est une compagnie aérienne géorgienne.

## Destinations
- Aéroport international de Tbilissi Siège social[Quoi ?]
- Aéroport international de Francfort
- Aéroport Konrad Adenauer
- Aéroport de Copenhague
- Aéroport de Moscou
- Aéroport de Sotchi
- Aéroport de Rostov-sur-le-Don
- Aéroport de Mineralnye Vody
- Aéroport de Samara
- Aéroport de Kharkiv
- Aéroport international de Bagdad
- Aéroport international d'Erbil
- Aéroport international de Kaboul

## Flotte
La flotte est composée d'un Boeing 737 et d'un Fokker 100.